# Момотаро

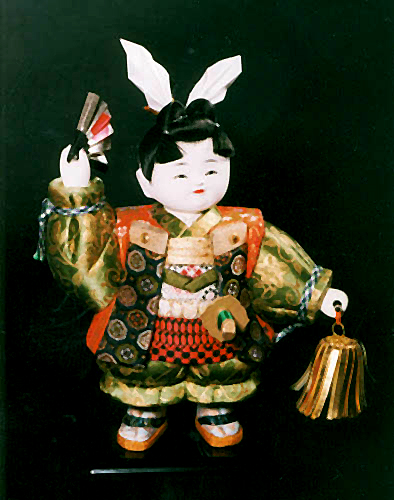
Японская фарфоровая кукла изображающая Момотаро

Момотаро (яп. 桃太郎) — популярный герой японского фольклора. Его имя переводится как «персиковый мальчик». «Момотаро» также является названием различных книг и фильмов, описывающих историю этого персонажа.

## Сюжет

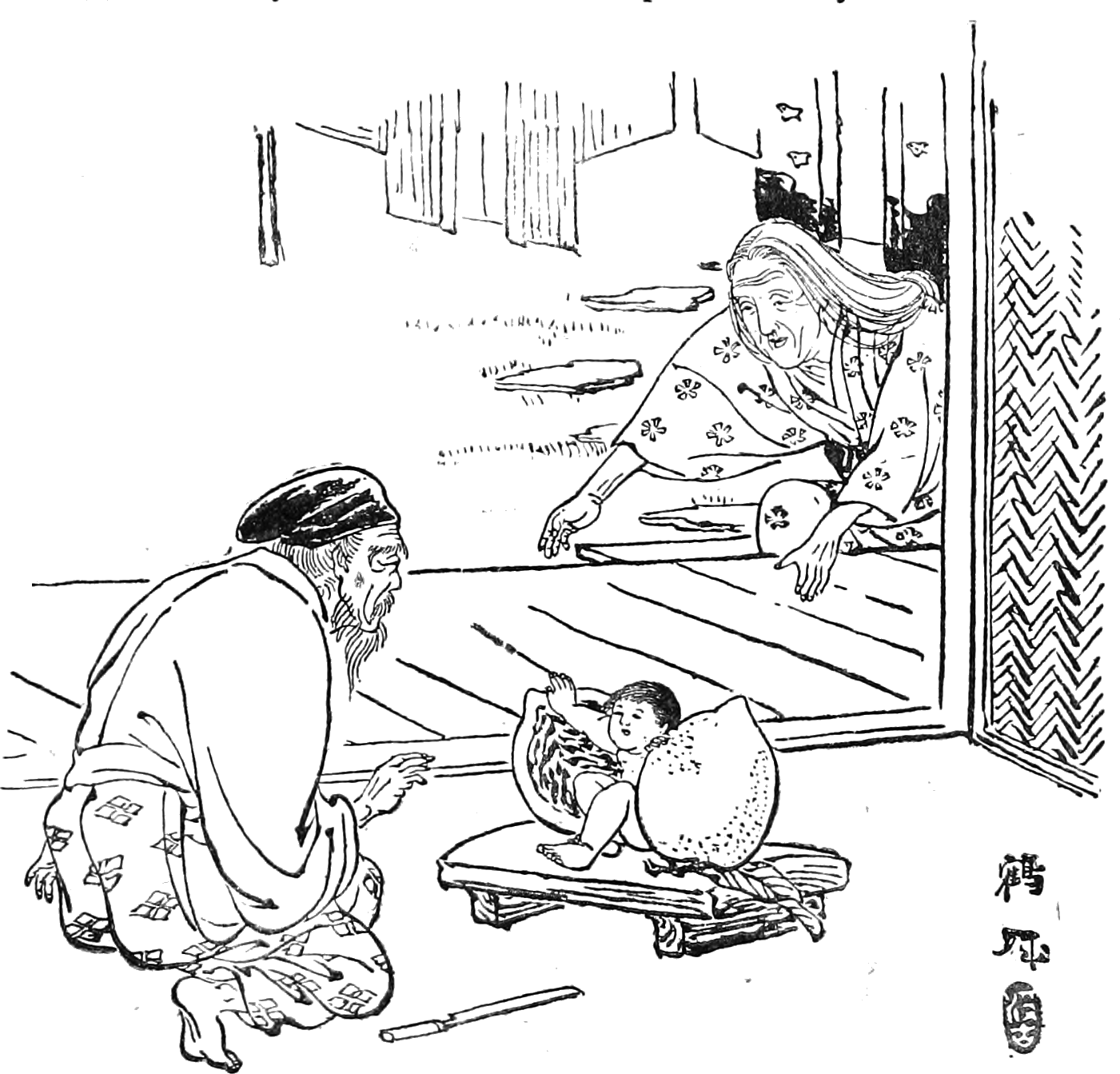
Момотаро появляется из персика

Нынешнюю традиционную форму сказки (Стандартный тип) можно кратко изложить следующим образом:

Момотаро родился из гигантского персика, найденного плывущим по реке старой бездетной женщиной, которая стирала там одежду. Женщина и её муж обнаружили ребёнка, когда пытались открыть персик, чтобы съесть его. Ребёнок рассказал, что он был дарован им богами. Пара назвала его Момотаро, от (яп. もも; момо) «персик» и (яп. たろう; таро:) «старший сын в семье».
Когда Момотаро достиг подросткового возраста, он оставил своих родителей, чтобы бороться с группой Они (демонов), мародёрствовавших в местных землях, разыскивая их на далёком острове, где они обитали (место, называемое яп. 鬼ヶ島 Онигасима или Остров Демонов). В пути Момотаро подружился с говорящими собакой, обезьяной и фазаном, которые согласились помочь ему в его поисках в обмен на часть его пайка (киби-данго яп. 黍団子 или «пшеничные шарики»). На острове Момотаро и его друзья-животные проникли в крепость демонов и победили их, вынудив сдаться. Момотаро и его новые друзья вернулись домой с сокровищами демонов и их вождём в качестве пленника.

Этот стандартный тип Момотаро был сформулирован и популяризирован благодаря тому, что он был напечатан в школьных учебниках в период Мэйдзи..
Это результат разработки литературного Момотаро, который был рукописным и печатным с раннего периода Эдо до периода Мэйдзи. Одним из значительных изменений является то, что в большинстве примеров литературы периода Эдо Момотаро родился не из персика, а естественным образом от пожилой пары, которая съела персик и восстановила свою молодость. Такие подтипы относятся к типу кайсюн-гата (яп. 回春型) «омоложение», в то время как сегодня стандартные подтипы относятся к типу касэй-гата (яп. 果生型) «рождение из плода».

## Развитие в литературе
Хотя устная версия истории, возможно, появилась в период Муромати (1392—1573 гг.), она могла быть изложена в письменной форме только в период Эдо (1603—1867 гг.). Самые старые произведения Момотаро, которые, как известно, существовали, были датированы эрой Генроку (1688—1704 гг.) или, возможно, более ранней эрой.

### Период Эдо
Эти старые тексты, относящиеся к эре Генроку (например Momotarō mukashigatari (桃太郎昔語り)), утеряны, но сохранились примеры более поздних дат, такие как переиздание Saihan Momotarō mukashigatari (再版桃太郎昔語り) (ок. 1777), якобы сохранившего старую традицию, и образовавшего первую (самую примитивную) группу текстов в соответствии с Koike Tōgorō (小池藤五郎). Поздняя дата переиздания иногда позволяла классифицировать его как kibyōshi («жёлтая обложка») или более поздний тип литературы кусадзоси, но его следует правильно классифицировать как akahon («красная книга») или ранний тип.
Вторая группа текстов, которую Коике считал более молодой, включает миниатюрную «красную книгу» (akahon), Момотаро (もゝ太郎), напечатанную в эру Кёхо 8/1723 г.. Эта миниатюрная книга в настоящее время считается самой старой сохранившейся копией любого из написанных рассказов о Момотаро.
Независимо от того, принадлежат ли они к первой или второй группе, тексты периода Эдо, как правило, следуют тому же общему сюжету, что и современные стандартные версии, но демонстрируют определённые различия в деталях.

#### Пельмени, пирожки, животные
Момотаро получает не киби-данго («выпечка из пшеницы»), а то-данго (とう団子) и другие лакомства, в древнейших текстах эры Генроку и в первой группе. В первой группе старик выходит стричь траву, вместо того, чтобы рубить хворост. В обеих группах появляются те же три звери-компаньоны (фазан, обезьяна, собака), но в разном порядке.

#### Рождение из персика

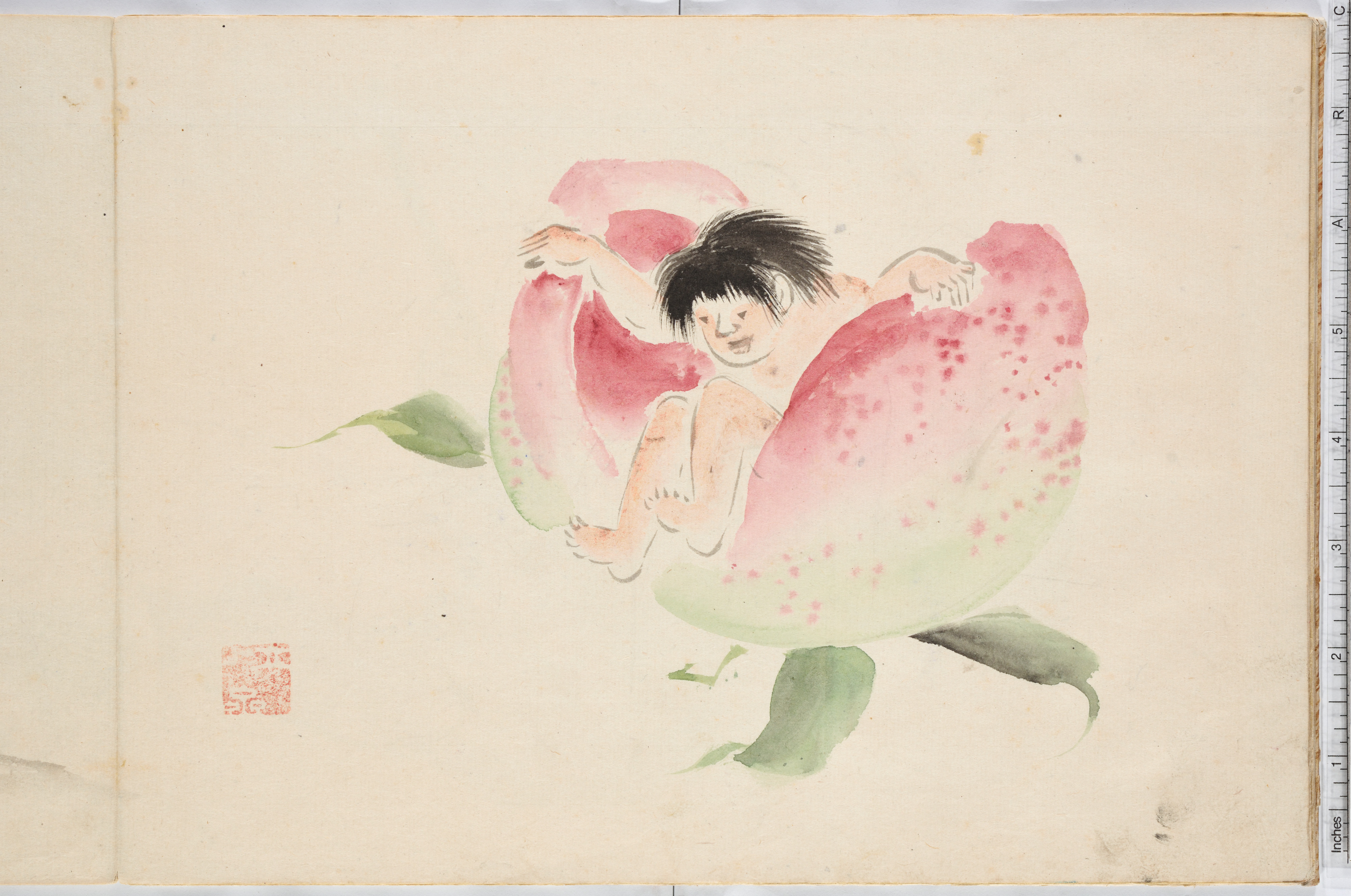
Цветная иллюстрация появления Момотаро из коллекции в Метрополитен-музее

Коике считал, что сказка о Таро (1600 г.) из храме Дзюнин-но Микото (慈雲院) является отсылкой к оригинальной истории. Он предположил, что самым ранним прототипом была история пары, которая получила ребёнка, спросив Бога и Будду, затем последовала форма, в которой пара омолаживалась и рождала ребёнка, и наконец, «Момотаро, рождённый из персика». В большинстве книг периода Эдо, персиковый мальчик рождается не из персика, а от женщины, которая ест персик и молодеет. И первая, и вторая группы полностью состоят из типов «омоложение». Примеры типа «рождение из персика» (как, например, версия в эссе от Кёкутэй Бакина 1811 года «燕石雑志») встречаются среди сказок, которые отклонились дальше, и которые Коике приписывает третьей группе текстов. Хотя версия «рождение из персика» не была подтверждена в более ранних письменных текстах периода Эдо, на одной заманчивой скульптуре, датируемой 1614 годом, изображён мужчина, стоящий посередине расколотого персика. Эта предполагаемая резьба Момотаро в храме Кэхи в Цуруга, Фукуи, была потеряна во время воздушных налётов 1945 г.

#### Возраст Момотаро

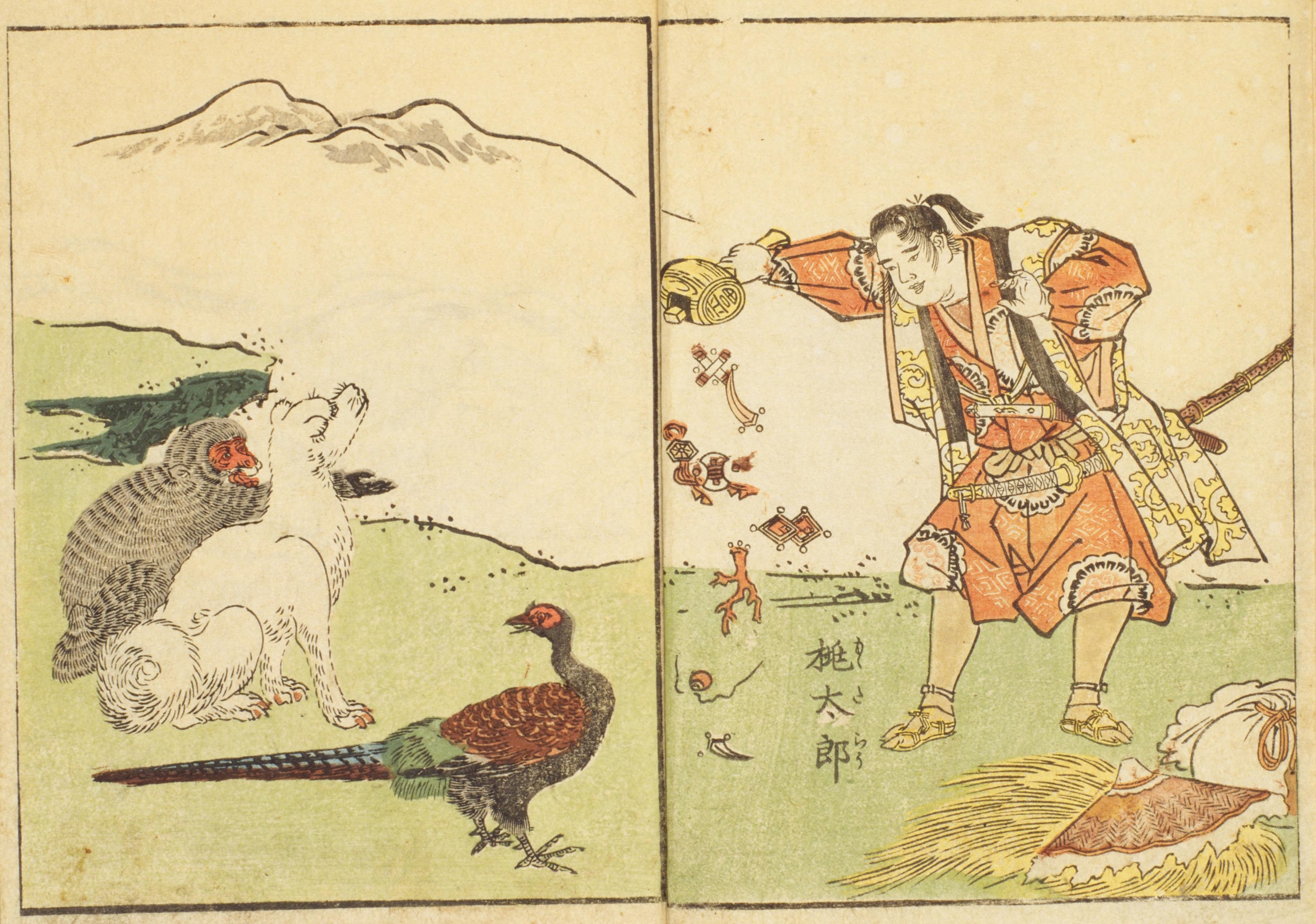
Момотаро размахивает волшебным молотком (uchide no kozuchi), перед своими спутниками-животными.―Санто-ан Кёдэн (Санто Кёдэн). 絵本宝七種(1804)

Было отмечено, что главный герой Момотаро с годами становился всё моложе и моложе благодаря художникам. По одной из субъективных оценок, Момотаро появлялся в возрасте около 30 лет до 1735 года, 25 лет до 1800 года и 20 лет до конца периода Эдо в 1867 году.
Не в каждом тексте указан возраст, но в версии от Kamo no Norikiyo (яп. 賀茂規清) (1798—1861 гг.) Hina no Ukegi (яп. 雛迺宇計木) Момотаро было 15 лет и 6 месяцев, когда он отправился в путешествие.  А в Momotarō takara no kurairi (ок. 1830-40 гг.) Момотаро было шестнадцать лет. Момотаро в версии Ивайя Сазанами 1894 года был похожего возраста (15 лет), когда он решил отправиться на остров дьявола.
Исследователь Намэкава Митио также обратил внимание на тенденцию изображать Момотаро всё моложе и моложе, и окрестил этот феномен «тенденцией к снижению возраста» (低年齢化傾向).

### Период Мэйдзи
После того, как Япония отказалась от феодальной системы и вступила в период Мэйдзи, Ивая Садзанами стал ключевой фигурой в том, как история Момотаро формировалась и становилась известной японским массам. Ведь он был не только автором сказок о Момотаро в своих коммерчески успешных сборниках народных сказок, но и одним из основных авторов различных версий учебников.
Сказка «Момотаро» была впервые включена в национальные учебники для начальных школ правительством Мэйдзи в 1887 году. Впоследствии она была исключена из 1-го издания «Хрестоматии японского языка» или «Кокуго докухон», но вновь появилась со 2-го по 5-е издания. Общепризнанно, что 2-е издание 1910 года было де-факто написано автором рассказов Иваей Садзанами, который пришёл в Министерство образования в 1906 году в качестве непостоянного сотрудника.
Ивая уже опубликовал версию «Момотаро» (1894 г.) для своих «Nihon mukashibanashi» («Японские народные сказки»), где Момотаро был представлен в качестве солдата или командира (сёгуна) Великой Японии (Дайнихона), направленного в карательную кампанию по уничтожению людоедов, живущих на северо-востоке. В старых текстах наказание для «Они» считалось само собой разумеющимся, и в них не разъяснялось, какие преступления они совершили, чтобы заслужить осуждения. Но в версии Ивая людоеды были прямо названы злыми существами, пожирающими «бедняков» и «грабящими» землю императора Японии, тем самым морально оправдывая экспедицию Момотаро. Предполагается, что эти людоеды представляли китайскую династию Цин, поскольку публикация имела место в год начала Японо-китайской войны 1894—1895 гг..

### Эпохи Тайсё и Сёва
Начиная с 3-го издания «Хрестоматии японского языка» (1918—1932 гг.) и до конца Второй мировой войны, «Момотаро» занял место последней сказки в 1-й книге этой национализированной серии учебников для начальной школы. Учителя в сочинениях, представленных 1917 годом, утверждали, что восприятие сказки Момотаро меняется, так что её рассматривают как содержащую уроки уверенности в себе и помогающие материальному развитию страны. Была критика со стороны либералов, например, романист Ямамото Юдзо (1925 г.), протестовал против того, что Они были наказаны без видимой причины, и это «равносильно тому, чтобы сказать [детям] думать об иностранцах, как об Они».
В начале эпохи Сёва, после того, как император Хирохито занял трон, Момотаро продолжал использоваться для привития патриотизма (или преподавания «Императорский рескрипта об образовании») ученикам с помощью 4-го издания «Хрестоматии японского языка» (1933—1938 гг.), которая начиналось с картины цветения вишни. «Момотаро» 4-го издания был изменён таким образом, что Они теперь заявляли: «Мы больше не будем ни мучить людей, ни брать их вещи. Пожалуйста, пощадите наши жизни», и лишались своих сокровищ по собственному желанию, таким образом решались вышеперечисленные вопросы (то есть обвинения Момотаро в нападении на Они без законной причины).
Использование Момотаро в военной пропаганде против США и их союзников широко обсуждалось Джоном Дауэром в его книге «Война без милосердия» (1986 г.). Дауэру приписывают заслуги в создании термина «парадигма Момотаро» в этом отношении. Момотаро исчез из японских учебников в конце Второй мировой войны.

### Современная оценка и преобразование
Фукудзава Юкити в своём семейном наставлении «Hibi no Oshihee», который ежедневно преподавал своим детям, высказывается, что Момотаро был прав, наказывая демонов за их злые дела, но Момотаро, который грабил демонов и их сокровищницу (ради всего мира), был «презренным человеком». Даже сегодня есть те, кто считает, что «Момотаро и его друзья, которые на самом деле были плохими парнями, ворвавшимися на остров», а эта история иногда рассматривается в качестве примера в инсценированных судебных процессах или в качестве пункта повестки дня в дебатах.
Акутагава Рюноскэ, а также другие известные писатели, такие как Одзаки Коё, Масаока Сики, Китахара Хакусю и Кикути Кан, соревновались за использование Момотаро в качестве темы своих романов, что показывает степень влияния Момотаро на глубокую психологию «японцев».
Во время войны на тихом океане о Момотаро говорили как о метафоре храбрости на фоне идеи милитаризма. В данном случае Момотаро использовался как лозунг для победы ребёнка над «дьявольской Америкой и Британией». Во время войны Момотаро часто изображался как национальный герой, воплотивший в себе добродетели филигранного благочестия, справедливости, ясности; в начале эпохи Таисё — как дитя ребячества; в пролетарском обществе — как дитя класса; а после войны — как предшественник демократии — его часто изображали как национальный образец для подражания.

## Устные варианты
История имеет некоторые региональные вариации в устном изложении.
В некоторых вариантах, красная и белая коробки были замечены плывущими вниз по реке, и когда красную коробку достают, Момотаро находят внутри. Эти коробки могут быть и красной и чёрной, или же коробка может содержать персик внутри. Эти типы часто встречаются в северных частях Японии (области Тохоку и Хокурику).
Либо Момотаро может показать характерные черты ленивого героя в историях Нетаро «Спящего мальчика». В некоторых случаях демонов бросают в море, чтобы забрать сокровища и вернуться домой, или демонам дают сакэ, чтобы убить их. Эти подтипы были собраны в основном в регионах Сикоку и Тюгоку.
По слухам, Сугавара Митидзанэ, бывший чиновник провинции Сануки услышав, от местного рыбака, про то как глава семьи Вакатакэ-хикономикото собрал 3 храбрых человек для победы над пиратами, составил на основе этого сказку.。
В районе Сива, префектура Ивате, существует традиция Момоко Таро, который подобрал персик, выкатившийся из чрева матери, обернул его в хлопок и оставил на своей кровати, где он раскололся и родился ребёнок; а в «Момотаро» в Этиго и Садо (ныне префектура Ниигата) рассказывают, что по реке проплывало кабако, а не персик, и что кабако — это также непонятное слово для обозначения лобка.
Согласно другому рассказу из префектуры Ивате, Момотаро родился из персика, который он подобрал, когда его родители пошли посмотреть на цветение сакуры. Он приказал демону из ада принести им лучшие киби-данго в Японии, а сам пошёл в ад, чтобы спасти принцессу, в то время как демон ел пельмени. Это Момотаро с любовной линией.
История о Момотаро из префектуры Фукусима, который берёт в жены дочь с другой стороны гор. В префектуре Коти вместо пельменей используются пшено и просо. Есть также примеры из префектур Хиросима и Эхиме, где соратниками были не обезьяны, собаки или фазаны, а мельничные жернова, иголки, лошадиный навоз, сороконожка, пчёлы и крабы.
В районе Китатама в Токио (ныне северная часть района Тама в Токио) рассказывают о крабах, ступах, пчёлах, фекалиях, яйцах, поилках и т. д., как о предвестниках, которые, по мнению некоторых, явно являются вариантом сказки «Обезьяна и краб».
В городе Оцуки, префектура Яманаси, есть так называемая «Легенда о Момотаро Оцуки», которая включает в себя «демона, жившего на горе Ивадоно (некоторые говорят, что это была гора Куки), мучившего жителей сатоямы», «персиковые деревья так густо росли на горе Хякудзо, что бабушка взяла оттуда персик, упавший в реку, и принесла его домой», и «он взял собаку в Инуме в городе Уэнохара, фазана в Торисаве и обезьяну в Сарухаси».
На острове Окиноэрабу на Западных островах (округ Осима, префектура Кагосима) «Момотаро», как говорят, отправился на «остров Нира». Всех островитян с Нира пожрали демоны, но единственный оставшийся в живых имел в своём доме котёл, а на обратной стороне крышки котла был написан путеводитель по острову демонов, и по этим данным, Момотаро отправился на остров демонов под землю, чтобы убить их.
В старой песне «Nakasone Toyomi-chika Yaeyama no iri no Ayago» с острова Миякодзима в префектуре Окинава упоминается имя Момутара, как одного из великих кланов, участвовавших в восстании Ояке Акахачи в 1500 году, а также обсуждается возможность распространения традиции Момотаро на Окинаву до этого времени.
В Онинаси-тё, город Такамацу, префектура Кагава, есть история о том, что Момотаро был девочкой. Бабушка и дедушка съели персики, которые бабушка принесла с реки, и после омоложения у них родилась девочка, энергичная как мальчик. Она была настолько милой, что её назвали Момотаро, чтобы предотвратить похищение демонами.
Существуют различия в процессе взросления Момотаро; одна из них заключается в том, что он вырос, чтобы оправдать ожидания старой пары быть хорошим мальчиком. Другой заключается в том, что он вырос, чтобы быть сильным, но ленивым человеком, который просто спит весь день и ничего не делает. Возможно, что вариант Момотаро, как прекрасного мальчика, более известен тем, что он даёт уроки детям. В настоящее время Момотаро является одним из самых известных персонажей в Японии, как идеальный образец для маленьких детей за его доброту, храбрость, силу и заботу о своих родителях.
Выросший, Момотаро отправляется в своё путешествие, чтобы победить демонов, узнав о демонах Онигасимы (острова демонов). В некоторых версиях этой истории Момотаро добровольно шёл на помощь людям, отпугивая демонов, но в некоторых историях горожане или другие люди заставили его отправиться в путешествие. Однако, все истории описывают, что Момотаро победил Они и жил долго и счастливо со старой парой.

## Интерпретация

### Распространение и оживление
Противоположность Момотаро указывает на Урикохиме, которая родилась из дыни, и есть разновидность легенды о том, что мальчик, рождённый из золотой тыквы, стал будущим королём Рюкю (считается, что это был король Сайвэй) на острове Кутака, Окинава.。
В ряде сказок из стран, расположенных вблизи Тихого океана, есть ребёнок в «бочке» или «фрукте», что, по мнению некоторых, свидетельствует о морском племени как об одном из предков японцев.

### Персик
История о том, как старая пара омолаживается, съедая персики, плывущие вниз по течению, связана с тем, что персики считаются эликсиром, отгоняющим злых духов и дающим паре силу бессмертия, как это видно из легенды о Си-ван-му и из мифологической истории об Идзанаги в стране Ёми-но-Куни, где родилась богиня Идзанаги. Считается, что персики, которые привезли Момотаро в Японию, плыли с гор с именно такой силой. В своей книге «Где-то в прошлом» Цугуо Окуда писал, что персик — один из немногих плодов древности, который обладает таким же запахом, вкусом, целебными свойствами и красотой цветов, как и персик из мифологии, он имеет маленькие красные цветы и богатые плоды, которые идеально подходят для образа бессмертия. Причина этого в том, что персиковый плод, мягкий, свежий и волосатый, а волосатая поверхность напоминает женские гениталии, источник жизни, а образ плода имеет силу рассеивать злых демонов. Это исследование персика и женских половых органов было проведено Нисиоко Хидео и другими.
Одна из интерпретаций заключается в том, что персик сам по себе был женщиной. Она подобрала не большой персик, а молодую девушку (персик символизирует дно молодой девушки), и когда её беспокоила неспособность завести ребёнка, она заставила девушку, которая подобрала персики, зачать ребёнка от дедушки и забрать его у неё (= ломать персик).
Японско-китайский исследователь народных сказок Татеиси Чжаодзи утверждает, что в Китае существует традиция подобной традиции Зао Куодзи.。

### Демонические врата
Считается, что в фэншуй демоны идут от «демонических врат», которые являются направлением между волом и тигром (северо-восток), поэтому тот факт, что демон-антагонист имеет рога как бык и носит жилетку из тигра, также интерпретируется некоторыми как основанный на философии фэн-уй.
Было истолковано, что Момотаро вёл животных двенадцати знаков зодиака (двенадцать знаков зодиака, также представляют собой земные ветви) как противопоставление демонам у «демонических ворот»(например, Кёкутэй Бакин «Янсэки Зоси»).
В «Момотаро» Конами Ивая (1894 г.), версия «Нихон Мукаси Банаси» (日本昔噺), было добавлено объяснение, что «Онигасима» находится в направлении «северо-востока» Японской империи, что, по мнению некоторых, является ответом на «Теорию Врат Демона Онигасимы» Бакина и ответом на то, что история Момотаро была опубликована в то время, когда разразилась Японо-китайская война. Однако время его публикации совпало с началом японо-китайской войны, и тот факт, что Момотаро изображался как член императорской армии, а демоны — как враг из Цинского Китая, возможно также оказал влияние.

## Претензии на роль местного героя

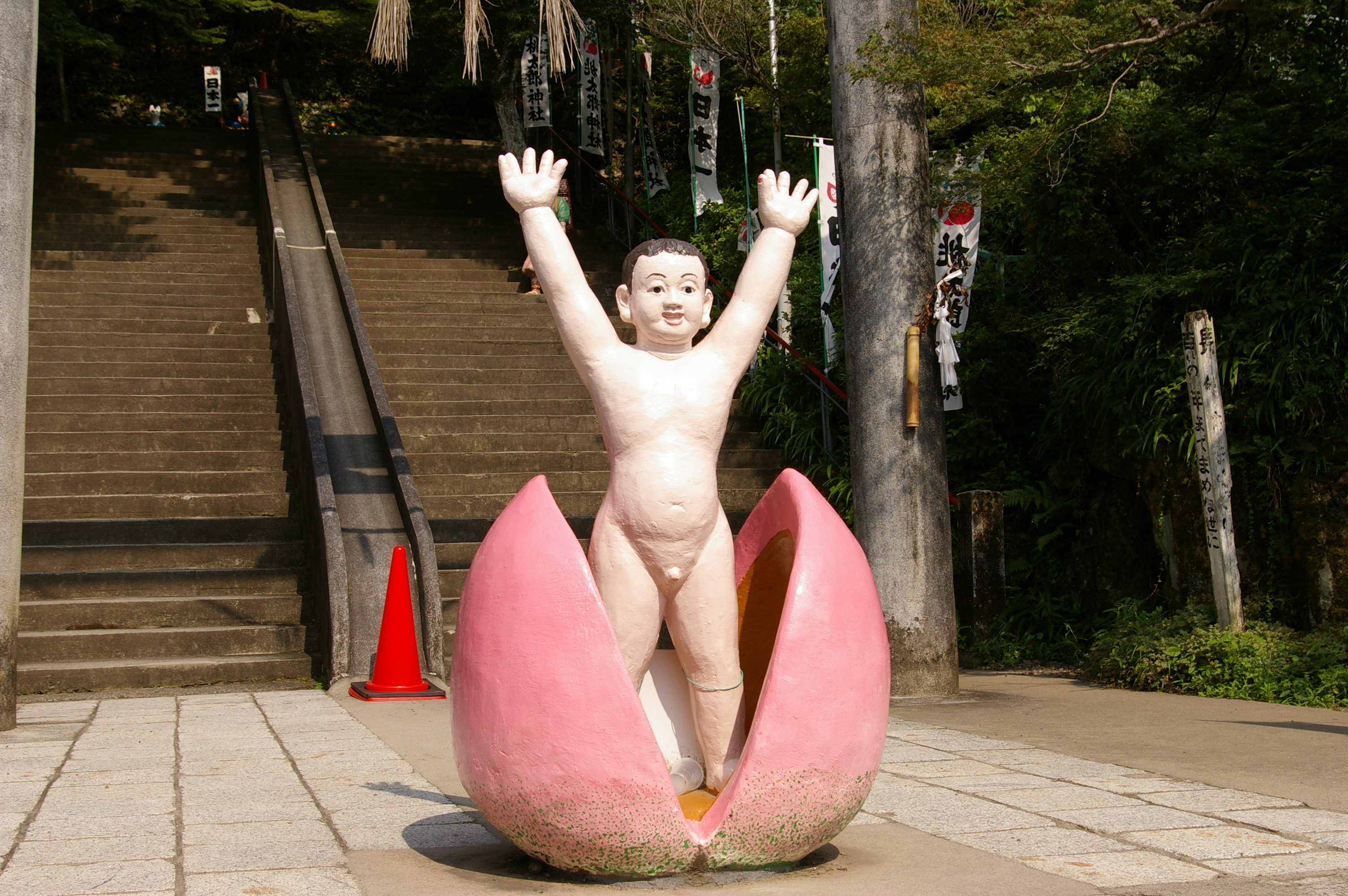
Статуя Момотаро появляющегося из персика в храме 桃太郎神社, Инуяма

Момотаро в настоящее время пользуется популярностью среди жителей города Окаяма или одноимённой префектуры, но эта популярность была создана только в современную эпоху. Например, публикация книги Намба Кинносукэ (難波金之助) под названием «Момотаро но Сидзицу» (1930 г.) помогла получить более широкое представление о происхождении Момотаро в Окаяме. Тем не менее, даже в преддверии второй мировой войны, Окаяма считался лишь третьим претендентом после двух других регионов, известных под псевдонимом «Родина Момотаро».
Остров демонов (Онигасима (鬼ヶ島)) этой истории иногда ассоциируется с островом Мэгидзима (女木島), островом во Внутреннем японском море недалеко от Такамацу, из-за найденных там огромных искусственных пещер.
В Инуяме, префектура Айти, есть храм Момотаро, с которым связана легенда.
В 1920-х и 1930-х годах поэт Удзё Ногути написал три «народные песни» для этого населённого пункта, ссылаясь на легенду о Момотаро.

## Переводы

### Английский

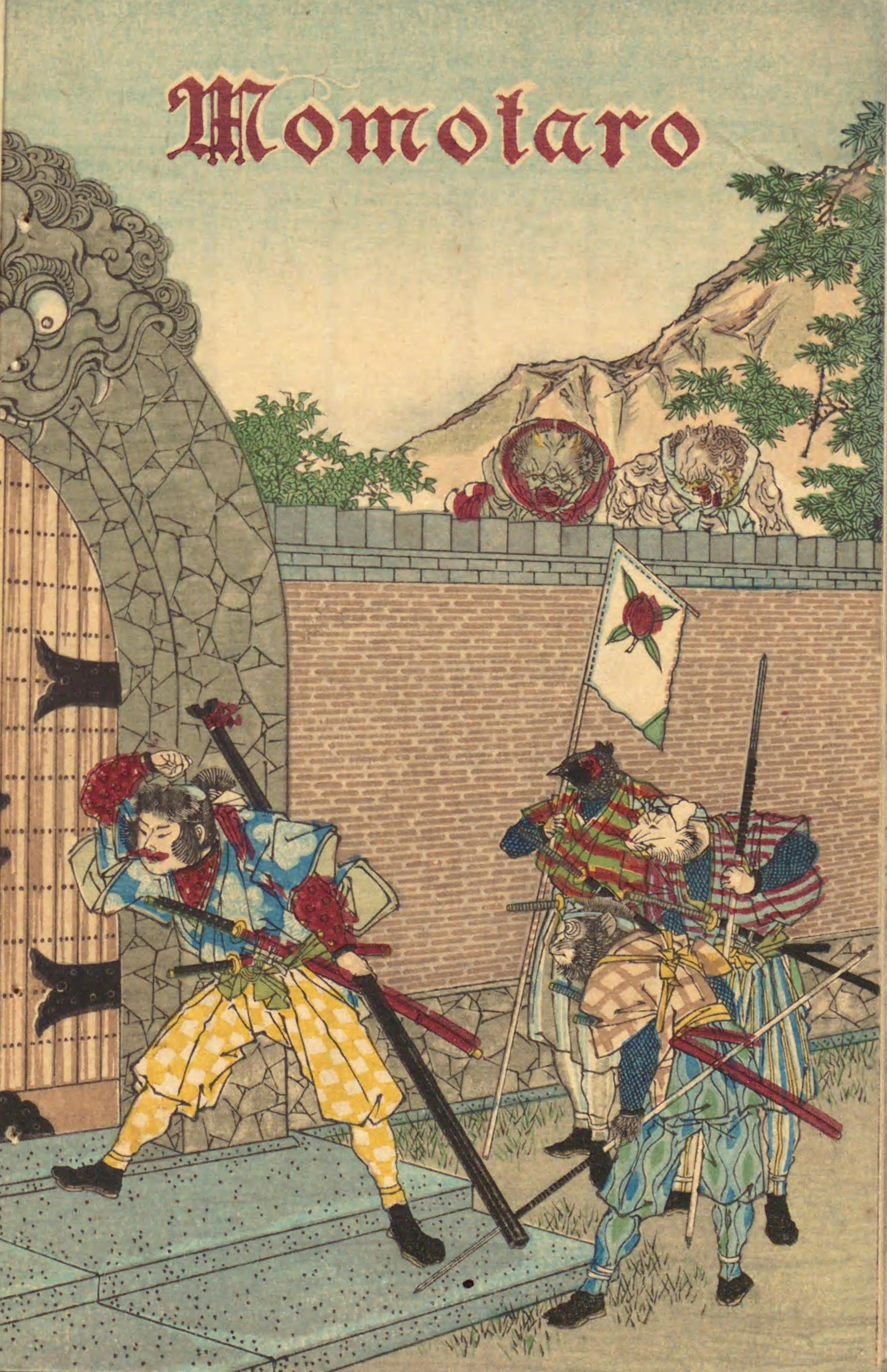
«Момотаро» на английском, опубликованное издательством Хасегава Такэдзиро. (1885 г., 1-я редакция)

История неоднократно переводилась на английский язык. «Приключения малыша из персика» (The Adventures of Little Peachling) появилась в «Сказках о старой Японии» А. Б. Митфорда в 1871 году. В 1880 году Уильям Эллиот Гриффис опубликовал версию, которая оставалась неясной даже для исследователей, хотя английские переводы в последующие десятилетия, по-видимому, заимствовали у Гриффиса фразеологию и использованные идиомы, иногда даже прямо копировали.
Перевод преподобного Дэвида Томпсона как «Малыш из персика» («Little Peachling») появился в первом томе японской серии «Японская сказка» Хасегавы Такэдзиро в 1885 г. Второе издание появилось в 1886 г. с другим набором иллюстраций, нарисованным Кобаяси Эитаку.
Сьюзан Баллард включила сказку в «Сказки из далёкой Японии» (1899).
Ей Теодора Одзаки включила в свои «Японские сказки» (1903 г.) свободно переведённую версию; пересказы Одзаки были основаны на версии Садзанами Ивая. Одзаки приписывали распространение японских народных сказок англоязычным народам такими исследователями, как Тэйдзи Сэта.
Существовал ещё один английский перевод, в котором использовался тот же источник, что и у Одзаки, и который был опубликован примерно в то же время, а именно «История Мальчика-персика» («The Story of Peach-Boy») в «Сказках старой Японии» от Иваи (1903 г., переиздание 1914 г.), переведённая Ханной Ридделл. Перевод сборника был выполнен в сотрудничестве с другими переводчиками, такими как Фанни Б. Грин, Цуда Умеко и другими. Это последнее издание было признано самим Иваей

### Русский
В первый раз сказка о Момотаро увидела свет в 1914 г. в переводе сказок Ивая Садзанами, выполненный В. М. Мендриным. Эта нарядно изданная книга была предназначена в основном для детского чтения. В 1956 г. издательство «Художественная литература» выпустило сборник «Японские сказки» в переводе В. Марковой и Б. Бейко, а в 1965 г. вышел сборник «Десять вечеров. Японские народные сказки» в переводе В. Марковой. В том же году советские читатели познакомились с книгой переводов Н. Фельдман «Японские народные сказки».
В 1991 г. издательство «Наука» выпустила наиболее полный сборник «Японские народные сказки» в переводе В. Марковой. Этот сборник представляет собой наиболее полное собрание переводов произведений японского повествовательного фольклора. В нём собраны сказки уже известные по предыдущим изданиям и добавлены некоторые фольклорные варианты, а также произведения устного творчества японцев. Для перевода были выбраны хорошо известные в Японии издания. Это прежде всего трёхтомное собрание японских сказок, составленное одним из наиболее известных японских фольклористов — Сэки Кэйго. Именно в его переложении воспроизведены в сборнике «великие» сказки Японии: «Момотаро», «Дед Кобутори» и др. Значительная часть переводов была сделана из сборника Янагида Кунио. Особенностью издания можно считать глубокий анализ сюжетного и тематического разнообразия текстов, которым руководствовался составитель при подборе сказок и легенд, а также строгий системный научный подход к жанровой дифференциации произведений.

## Песня Момотаро
Популярная детская песня о Момотаро под названием «Momotarō-san no Uta» («Песня Момотаро») была впервые опубликована в 1911 году (автор текста неизвестен, автор мелодии — Тэйити Окано). Первые две строфы с транскрипцией и переводом приведены ниже.
| «Momotarō-san no uta»         | 桃太郎さんの歌             | «Песня Момотаро»                      |
| ----------------------------- | -------------------------- | ------------------------------------- |
| Момотаро:-сан, Момотаро:-сан, | 桃太郎さん、桃太郎さん     | Момотаро, Момотаро,                   |
| о-коси-ни цукэта киби-данго,  | お腰につけたきびだんご     | у тебя киби-данго на поясе,           |
| хитоцу ватаси-ни кудасай на!  | 一つ私に下さいな！         | дай мне одну штучку?                  |
| Яримасё:, яримасё:,           | やりませう、やりませう     | Дам, дам,                             |
| корэ-кара они-но сэйбацу-ни   | これから鬼の征伐に         | если пойдёте со мной покорять чертей, |
| цуйтэ ику нара яримасё:!      | ついて行くならやりましょう | тогда дам!                            |

## Момотаро как символ военной пропаганды

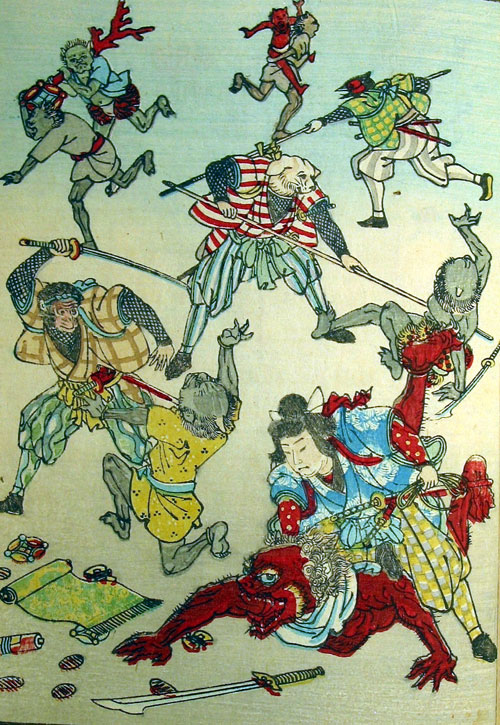
Иллюстрация из Momotaro, of Little Peachling, опубликованная в 1885 г.

Изображение Момотаро как солдата Императорской армии Японии, сражающейся с враждебными странами, уже происходило во время японо-китайской войны (1894—1895 гг.) Сказка Момотаро была изменена Ивая Сазанами в 1894 г. таким образом, что «Они» жили на северо-востоке Японии, это завуалированная отсылка к Цинскому Китаю, учитывая тогдашнюю геополитику. Ивая был не только крупной фигурой в детской литературе, но и государственным чиновником, работавшим с 1878 г. в качестве главы редакционного бюро Министерства образования. Позднее Ивая написал целую книгу-эссе о использовании Момотаро в качестве учебного пособия, «Momotarō-shugi no kyōiku» («Теория образования, основанная на мотивах из сказки Момотаро», 1915 г.).
Комические изображения Момотаро, защищающего Японию от Они, представляющие русских «Северных дьяволов», раздавались во время Русско-японской войны 1904—1905 гг.
Момотаро был чрезвычайно популярной фигурой в Японии во время Второй мировой войны, появляясь во многих военных фильмах и мультфильмах. Момотаро представлял японское правительство, а вражеские государства, включая Соединённые Штаты, символизировались как Они, демонической фигурой. Одним из военных фильмов, в котором Момотаро и его животные собираются на военную операцию для японских вооружённых сил (против англичан), является «Momotarou: Umi no Shinpei» («Божественные моряки Момотаро»).

## Адаптации
Сюжет истории Момотаро так или иначе обыгрывается в различных произведениях современной японской культуры. Так, например, Момотаро является прототипом одной из героинь ранобе «Okami-san», упоминается в манге «Ouran High School Host Club», Gakuen Babysitters, аниме-сериалах «Kaichou wa Maid-sama!», «7 самураев», «Gintama», «Ikoku Meiro no Croisee», «Hoozuki no Reitetsu»,"Dr. Stone",Boruto, в «One piece» данная история в изменем виде обыгрывается в арке «Вано».
В видеоигре «Pokémon Scarlet и Violet» (конкретно в DLC «The Teal Mask») есть 3 легендарных покемона, отсылающих к друзьям Момотаро: Окидоги (собака), Манкидори (обезьяна) и Фезандипити (фазан).

## Пояснения
1. ↑  Недатированная копия существует, но, вероятно, практически совпадает со второй копией, датированной 6 годом эры Анъэй или 1777 г.[6]
2. ↑  Оригинальный экземпляр должен был быть изготовлен в эпоху Акахона. На перепечатке есть имя иллюстратора «Нисимура Сигэнобу», которое этот художник использовал в начале своей карьеры с эры Кёхо 16/1731 г. до эры Энкё 4/1747 г.[9][10]
3. ↑   В работах Кумуки это также называется "akahon".[11]
4. ↑  В названии используется японский знак повтора «ゝ».
5. ↑  Koike думал, что это похоже на старика, который ездит на персике, как на лодке, и что это не может быть окончательно связано с Момотаро.
6. ↑  Применяется восточноазиатский счёт возраста, так что это действительно значит июнь в том году, когда ему исполнилось или исполнится 15 лет.
7. ↑  Момотаро, проиллюстрированный в этой работе, появился у Коике в 18 или 19 лет..[25]
8. ↑  Твой отец сказал, что едет на остров за Такарой. Неплохо. Сокровище — это то, что Они забрал, а владелец сокровища — Они. Любой вор — это плохо, каким и должен быть любой вор. Если бы старик был самым слабым из всех и отдал бы пожитки из дома, то для Момотаро было бы очень хорошо, только ради хорошо выполненной работы, взять эти пожитки и поехать домой, чтобы отдать их старику и старухе. Причина, по которой Момотаро поехал в Онигасиму, в том, что он собирался забрать сокровища. (Момотаро отправился в Онигасиму за сокровищами. Это непростительно. Сокровище было чем-то драгоценным, что Они забирал и прятал, и хозяином сокровища был Они. Момотаро был вором, плохим человеком, за то, что без всякой причины забрал сокровище. (И если Они зол и вредит миру, то очень хорошо, что Момотаро отважился наказать его, но если он берёт сокровище, идёт домой и отдаёт его дедушке и бабушке, то это всего лишь акт жадности и это очень презренно)".
9. ↑  《犬山音頭》《桃太郎音頭》《犬山節》 (яп. "Inuyama ondo", "Momotarō ondo", "Inuyama bushi").
10. ↑  Сета известен как японский переводчик романов Д.Р.Р.Толкина.
11. ↑  Двуязычное издание 1903 года было опубликовано Эйгаку-симпо-ша в 12 томах. В 1914 году английские переводы были переплетены как "12 частей в 1 томе"..[76][32]